# 삼성 SGH-T319
삼성 SGH-T319(Samsung SGH-T319)는 2006년 1분기에 출시된 T-Mobile 서비스용 휴대 전화로, 일반 T-Mobile 서비스와 To-Go! 선불 서비스를 모두 위해 설계되었다. 구형 모델인 삼성 SGH-t309의 디자인을 모방하여 설계되었으며, 유일한 차이점은 밝은 파란색이라는 것이다.
이 휴대 전화의 기능으로는 T-Zones, 무선 인터넷, 스피커폰 및 카메라가 있다. 메모리 공간은 약 3MB이며, 약 30장의 640 X 480 VGA 사진을 저장할 수 있다. 인스턴트 메신저 서비스로는 AOL 인스턴트 메신저, ICQ, 야후 메신저가 있다. 출시 당시 시작 가격은 약 US$139였다.